# 厚仁后宅厅
厚仁后宅厅，位于中华人民共和国浙江省金华市永康市石柱镇，是浙江省省级文物保护单位之一。
2017年1月13日，厚仁后宅厅被列入第七批浙江省文物保护单位，该文物保护单位是一座古建筑。